# Unframe
Unframe - незалежний проєкт документальної фотографіЇ, що був заснований та керується виключно професійними фотографами документалістами. Ключовими темами, що висвітлюються учасниками проєкту є права людини, охорона здоров'я, свобода преси, гострі соціальні питання та протиріччя. Ресурс почав своє існування в лютому 2013. Головний офіс Unframe знаходиться в Римі, Італія. Учасники колективу зустрічаються раз на рік, щоб обговорити перспективи розвитку організації на найближчий час. Фотографи самостійно ведуть архів, щоб зробити свої роботи доступними для ліцензування.

### Загальні принципи роботи
Учасники проєкту використовують різноманітні медіа для висвітлення подій сучасності в безлічі перспектив та на ряді територій (Азія, Індійський субконтинент, Північна Африка). Дотримуючись принципу представлення прозорої та повної картини подій і конкретних гострих тем сучасності з використанням фотографії як медіума, автори максимально наближаються до людей, їх життя, і отримують можливість розповісти історії, які інакше залишилися б в тіні.
UnFrame відстоює принцип слідування суворим стандартам редагування зображень, які дозволяють в найкоротші терміни надавати провідним міжнародним періодичним виданням найбільш повні і достовірні матеріали.
Однією з ключових особливостей UnFrame як колективу є широка географія роботи авторів, а так само використання передових технологій та інфраструктур для координації роботи і розподілу ресурсів.
Автори висвітлюють як поточні події, так і занурюються у дослідження гострих соціальних протиріч і питань, в міжнародній перспективі. 

## Партнери
- Агенція новин Cosmos
- Фотоагенція LaPresse
- Українська Асоціація Професійних Фотографів

## Зовнішні посилання
- www.unframe.com — офіційний сайт «Unframe».
- Партнерсово УАПФ та документального проєкту Unframe